# Église Saint-Nicolas de La Ferté-Milon
L'église Saint-Nicolas est une église catholique située à La Ferté-Milon, en France.

## Localisation
L'église est située dans le département français de l'Aisne, sur la commune de La Ferté-Milon. L'église se trouve dans la rue de la Chaussée, historiquement "ville basse" qui se développa au fil des travaux d'assainissement du marais.

## Historique
L'édifice est classé au titre des monuments historiques en 1965. Autrefois, un cimetière entourait l'église.
La structure de l'édifice subit de nombreuses transformations au XIXe et XXe. En effet, vers 1850 le clocher fut frappé par la foudre, détruisant l'importante flèche formant un bulbe (visible sur le célèbre billet de 50 francs). A la place, une flèche plus petite et plus simple fut construite. 
Au début des années 1900, la toiture sud de la nef présentait de nombreux désordre, pour remédier à cela des travaux sont entreprit par la commune. Cependant, afin d'en réduire les coûts une modification fût exécutée consistant à supprimer les trois pignons formants des chapelles sur le bas-côté sud. A la place, une toiture en ardoise en une seule partie fut construite modifiant durablement l'aspect de l'église, en camouflant le bas-côté et en l'incorporant à la nef. 

### Vitraux
Elle possède sept verrières représentant des scènes de la vie de la Vierge et du Christ, scènes de la Passion, l'Apocalypse ainsi que le Jugement Dernier. Elles datent du XVIe siècle et on peut y lire les dates de 1542, 1549 et 1598. Elles ont été rénovées dans les années 1870 par l'atelier Durieux de Reims.
Les vitraux subirent de nombreux événements, durant la Révolution française, le sacristain DUBOIS blanchi les vitraux afin de les protéger de la furie révolutionnaire. 
Lors de la Première Guerre mondiale, le Chanoine DEVIGNE fit démonter les verrières avant les bombardements de Juillet 1918. Malgré tout, certaines furent abimées, elles sont restaurées en 1925 grâce une nouvelle fois au Chanoine DEVIGNE. Une baie a cependant disparue totalement à cause des destructions. 
Lors de la Seconde guerre mondiale, les vitraux sont démontés par les Monuments Historique et transportés dans la Loire afin de les protéger des dommages de guerre. Ils sont ensuite remontés dans les années 50. 

### Mobilier

#### Mobilier classé
Parmi les éléments inventoriés par les Monuments Historique : 
-Un important lutrin entièrement en fer forgé.
-Un banc d'oeuvre du XVIIe, autrefois accompagné de son tableau du XVIIe attribué à Martin Fréminet, maintenant déplacé au Musée Jean Racine.

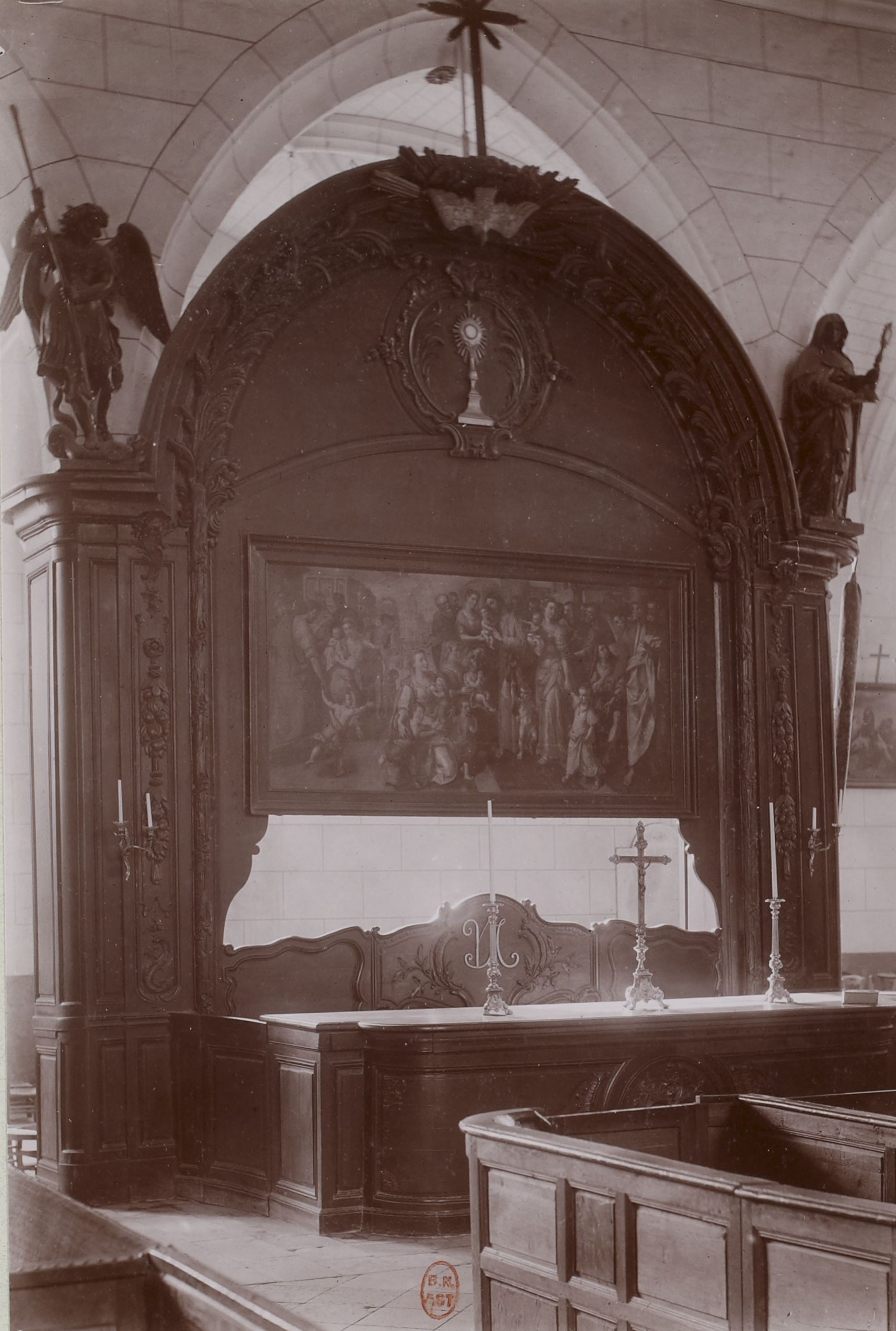
Banc d'oeuvre en 1911 par Moreau-Nétalon

-Trois anges en bois du XVIIe. 

#### Mobiler non classé
-Les fonts baptismaux en marbre du XVIIIe siècle.
-Lustre en bronze doré et cristal, début XIXe. Situé au milieu de la nef. 
- L'église dispose d'un orgue construit par Salomon Van Bever en 1905. Pas de modification depuis cette date, restauré en 2020. Un clavier transpositeur : Montre 8, Prestant 4, Voix céleste 8, Bourdon 8, Salicional 8, Basson 8 (basse), Hautboit 8 (dessus). Pédalier court de 13 marches (Ut1 à Ut2) en tirasse permanente.
-Un important lutrin entièrement en fer forgé.
-Un banc d'oeuvre du XVIIe, autrefois accompagné de son tableau du XVIIe attribué à Martin Fréminet, maintenant déplacé au Musée Jean Racine.
-Deux anges agenouillés fin du XVIIIe (?) en bois doré, situé de part et d'autre du maître autel.

### Images

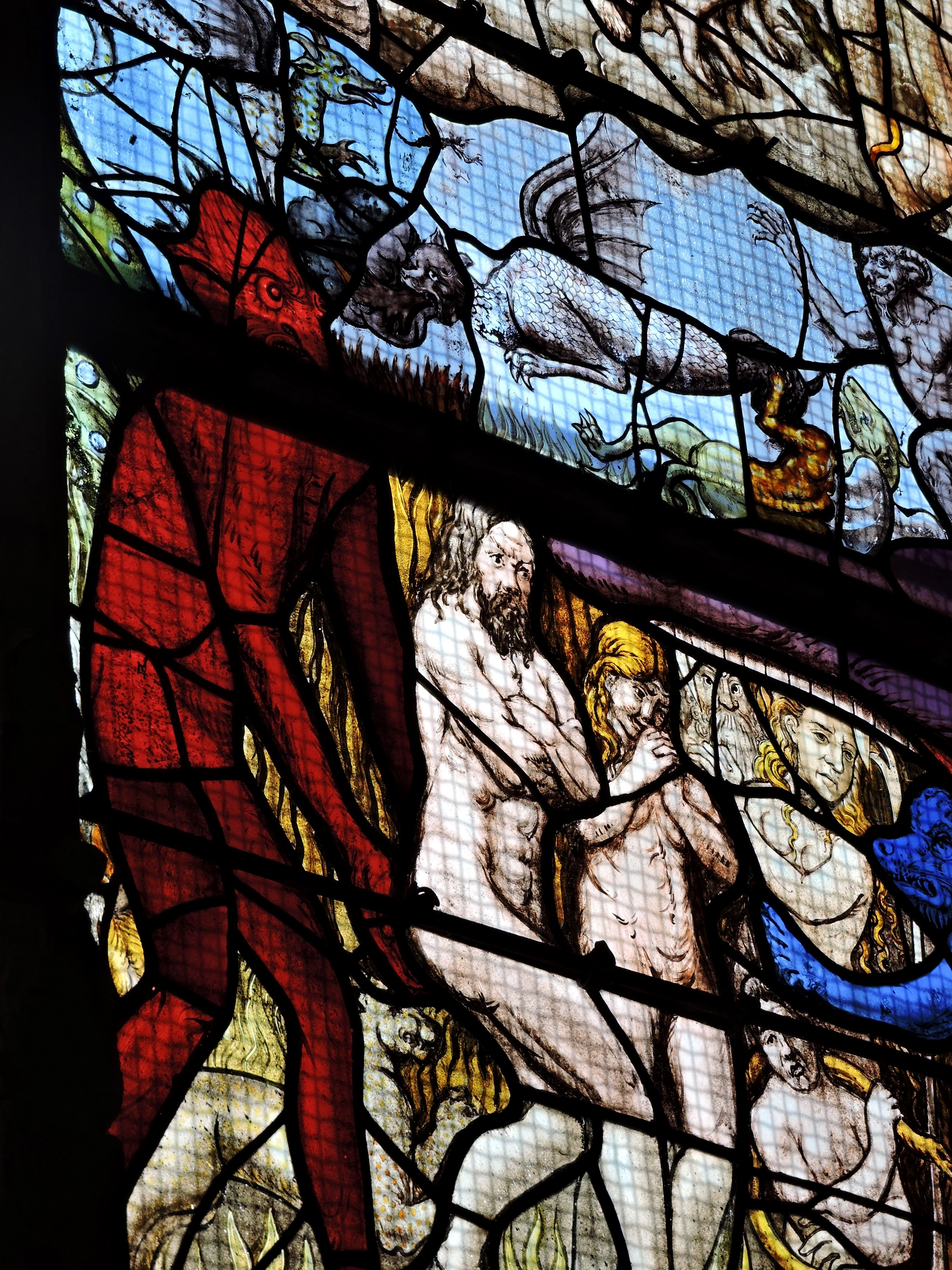
vitrail,
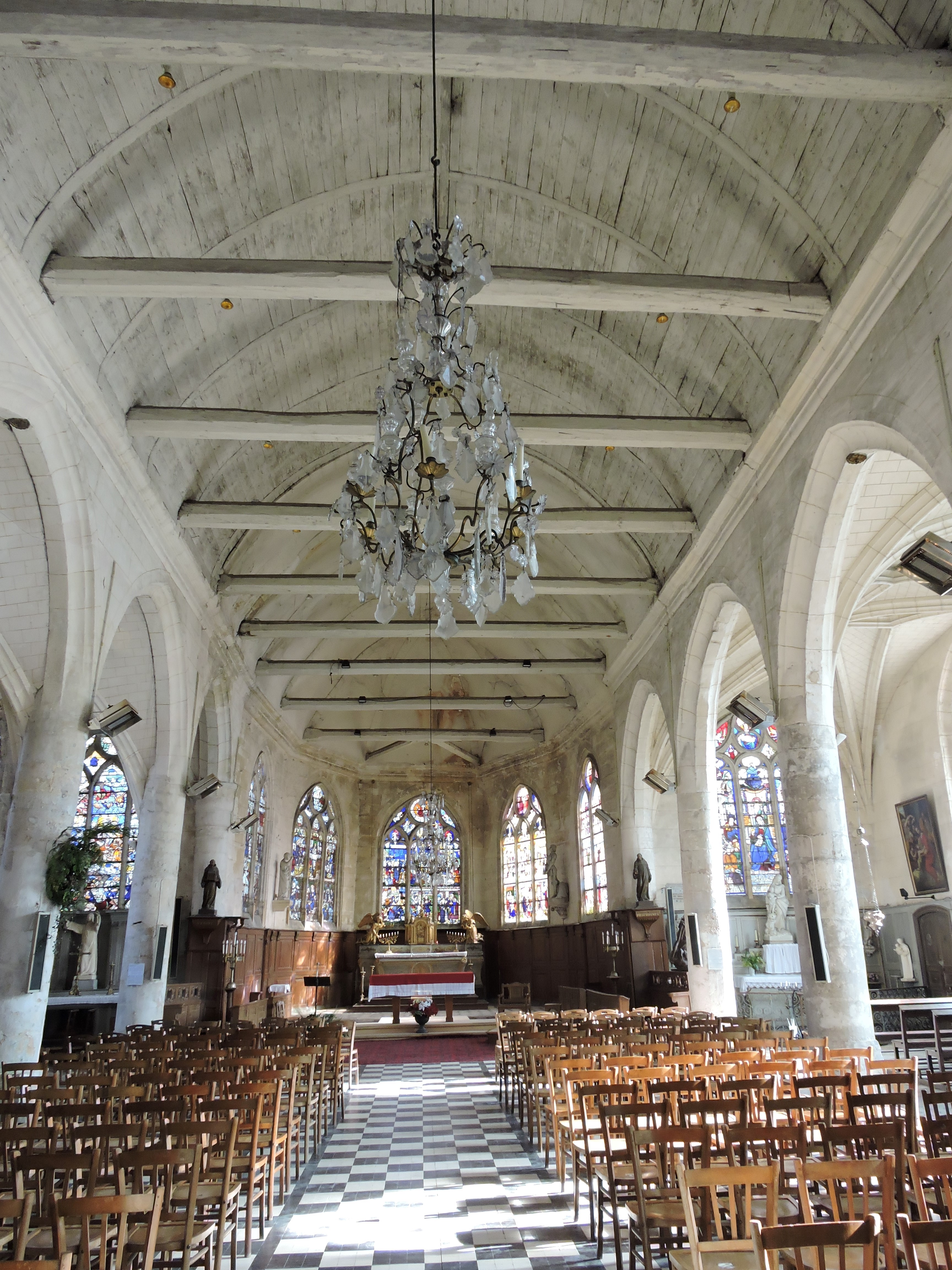
La nef.